# Kolegium do spraw wykroczeń
Kolegium do spraw wykroczeń – organ, który od 1951 roku w Polsce Ludowej i III Rzeczypospolitej orzekał w sprawach o wykroczenia. Kolegia ds. wykroczeń działały przy organach administracji w 2 instancjach, a w 1990 zostały przejęte przez Ministerstwo Sprawiedliwości, działając od tej pory przy sądach rejonowych. W 1998 zniesiono kolegia drugiego stopnia.
Istnienie „pozasądowych” organów w polskim wymiarze sprawiedliwości budziło długoletnie spory. w Konstytucji Rzeczypospolitej Polskiej w 1997 roku, w art. 175 ust. 1 postanawia, iż „wymiar sprawiedliwości w Rzeczypospolitej Polskiej sprawują sądy”. Jednocześnie, na podstawie art. 237 Konstytucji, przedłużono o cztery lata czas działania kolegiów do spraw wykroczeń. W 2001 roku sprawy kolegiów przejęły sądy grodzkie, będące wydziałami sądów rejonowych. Po likwidacji sądów grodzkich organami właściwymi do rozpatrywania spraw dotyczących wykroczeń są wydziały karne sądów rejonowych.